# Nephtyidae

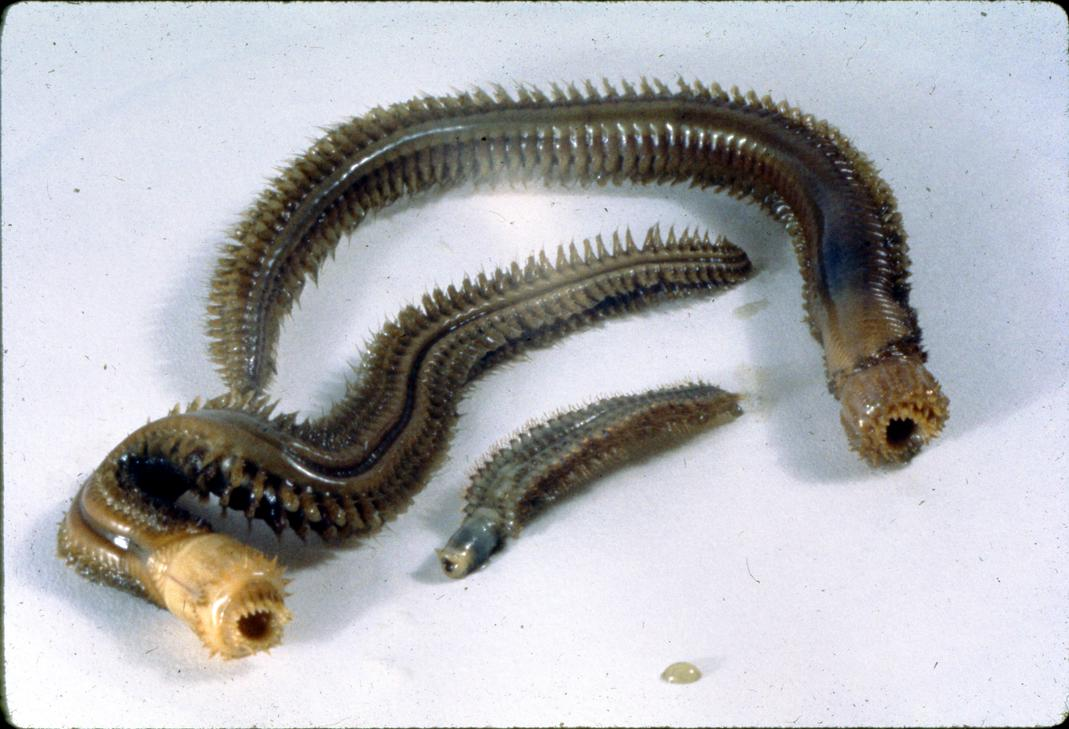
Borstenwürmer der Familie Nepthyidae von der Antarktischen Halbinsel, Antarktika, 1962

Nephtyidae  ist der Name einer Familie räuberischer Vielborster (Polychaeta), die in Meeren weltweit frei lebend oder grabend zu finden sind.

## Merkmale
Die Vielborster der Familie Nephtyidae haben einen muskulösen Körper, mit dem sie sich recht schnell durch das Substrat graben und auch kräftig schwimmen können.
Kennzeichnend für die Familie sind die an den Segmenten zwischen Notopodium und Neuropodium (interramal) am bauchseitigen Rand des Notopodiums sitzenden Kiemen.
Das viereckige Prostomium (Kopflappen) ist vorn abgeflacht und endet in einem Paar Antennen sowie einem mehr bauchseitig angeordneten Paar einfacher Palpen, weshalb manche Autoren von zwei Paar Antennen sprechen. Das Peristomium ist zurückgebildet, während der Mund von den Parapodien der vorderen borstentragenden Segmente umgeben ist. Das erste borstentragende Segment ist kleiner als das zweite und vorn meist mit verlängerten dorsalen und ventralen Cirren besetzt. Alle nachfolgenden Segmente ähneln einander in der Form und besitzen einfach verzweigte Parapodien. Anders als bei den übrigen Polychaeten ist der Körperquerschnitt quadratisch. Die hinteren Segmente nehmen zum Pygidium hin an Größe ab. Der After sitzt ganz am Ende und ist mit einem einfachen bauchseitigen Cirrus besetzt.
Die Tiere haben einen ausstülpbaren muskulösen Pharynx mit einem endständigen Ring von Papillen und weiteren Papillenreihen. Die Oberfläche des Pharynx kann proximal nackt oder auch mit Warzen bedeckt sein. Es gibt ein Paar lateraler Kiefer, und bei Dentinephtys ist zudem ein Paar harter Bohrer mit acht bis neun weißlichen Zähnen innenseitig am ausgestülpten Pharynx. An den gegabelten Parapodien sitzen dorsal und ventral stets Aciculae.
Soweit bekannt, sind alle Nephtyidae aktive Räuber, die sich von anderen Polychaeten, Schnurwürmern, kleinen Krebsen und Muscheln ernähren. Jungtiere fressen unter anderem auch Nematoden. Die Beute wird mit dem ausgestülpten Pharynx ergriffen.
Die Nephtyidae sind getrenntgeschlechtlich. Die Befruchtung findet extern im freien Meerwasser statt. Aus den Eiern schlüpfen Larven, die zunächst frei schwimmend als Zooplankton leben und sodann zu kriechenden Würmern metamorphosieren.

## Einige Beispielarten
Eine der größten und am besten untersuchten Arten der Nephtyidae ist der im Atlantischen Ozean verbreitete Opalwurm (Nephtys hombergii).

## Gattungen
Die Familie Nephtyidae wird in sechs Gattungen unterteilt:
- Aglaophamus Kinberg, 1865
- Bipalponephtys Ravara, Wiklund, Cunha & Pleijel, 2010
- Inermonephtys Fauchald, 1968
- Micronephthys Friedrich, 1939
- Nephtys Cuvier, 1817
- Portelia Quatrefages, 1850